# Gauliga Württemberg 1937/38
Die Gauliga Württemberg 1937/38 war die fünfte Spielzeit der Gauliga Württemberg im Fußball. Die Meisterschaft gewann Titelverteidiger VfB Stuttgart, der sich erst durch einen Auswärtssieg in Böckingen am 6. März 1938 erstmals an die Tabellenspitze gesetzt hatte und beim darauf folgenden Derby gegen die Stuttgarter Kickers einen Punkt Vorsprung besaß. Vor 40.000 Zuschauern besiegte der VfB die Degerlocher mit 2:0 und sicherte sich damit die Meisterschaft mit drei Punkten Vorsprung. Der VfB qualifizierte sich damit erneut für die Endrunde um die deutsche Meisterschaft, wo er in diesem Jahr allerdings bereits in der Vorrunde ausschied. Die Abstiegsränge belegten die Sportfreunde Esslingen sowie Neuling VfR Schwenningen. Den direkten Wiederaufstieg in die Gauliga schafften Vorjahresabsteiger SpVgg Cannstatt sowie der SV Feuerbach, die sich in der Aufstiegsrunde der Bezirksklassensieger durchsetzten.

## Kreuztabelle
Die Kreuztabelle stellt die Ergebnisse aller Spiele dieser Saison dar. Die Heimmannschaft ist in der linken Spalte, die Gastmannschaft in der oberen Zeile aufgelistet.
| 1937/38                | VfB Stuttgart | Stuttgarter Kickers | Union Böckingen | Stuttgarter SC | Sportfreunde Stuttgart | 1. SSV Ulm | FV Zuffenhausen | FV Ulm 1894 | Sportfreunde Esslingen | VfR Schwenningen |
| ---------------------- | ------------- | ------------------- | --------------- | -------------- | ---------------------- | ---------- | --------------- | ----------- | ---------------------- | ---------------- |
| VfB Stuttgart          |               | 0:0                 | 5:1             | 5:1            | 0:1                    | 2:1        | 5:2             | 5:1         | 10:1                   | 7:0              |
| Stuttgarter Kickers    | 0:2           |                     | 4:0             | 6:2            | 5:2                    | 8:1        | 3:3             | 5:0         | 6:3                    | 7:2              |
| Union Böckingen        | 1:2           | 2:1                 |                 | 3:0            | 3:1                    | 3:1        | 1:0             | 1:0         | 5:1                    | 3:0              |
| Stuttgarter SC         | 2:3           | 1:0                 | 3:1             |                | 0:0                    | 0:0        | 1:1             | 0:1         | 2:0                    | 5:2              |
| Sportfreunde Stuttgart | 1:2           | 0:5                 | 2:1             | 0:3            |                        | 1:0        | 7:1             | 2:1         | 3:3                    | 3:1              |
| 1. SSV Ulm             | 1:1           | 0:1                 | 1:0             | 0:0            | 4:0                    |            | 2:0             | 3:1         | 1:1                    | 5:0              |
| FV Zuffenhausen        | 1:1           | 1:2                 | 0:4             | 2:2            | 1:1                    | 1:0        |                 | 2:1         | 1:1                    | 2:0              |
| FV Ulm 1894            | 0:2           | 2:4                 | 2:1             | 0:2            | 1:1                    | 1:2        | 2:1             |             | 0:0                    | 1:2              |
| Sportfreunde Esslingen | 0:1           | 0:5                 | 0:0             | 1:3            | 2:0                    | 1:0        | 0:2             | 0:1         |                        | 2:1              |
| VfR Schwenningen       | 0:5           | 0:2                 | 2:5             | 1:2            | 2:3                    | 1:1        | 5:2             | 2:3         | 1:0                    |                  |

## Abschlusstabelle
| Pl. | Verein                 | Sp. | S  | U | N  | Tore    | Quote | Punkte |
| --- | ---------------------- | --- | -- | - | -- | ------- | ----- | ------ |
| 1.  | VfB Stuttgart (M)      | 18  | 14 | 3 | 1  | 058:140 | 4,14  | 31:50  |
| 2.  | Stuttgarter Kickers    | 18  | 13 | 2 | 3  | 064:210 | 3,05  | 28:80  |
| 3.  | Union Böckingen        | 18  | 10 | 1 | 7  | 035:250 | 1,40  | 21:15  |
| 4.  | Stuttgarter SC         | 18  | 8  | 5 | 5  | 029:260 | 1,12  | 21:15  |
| 5.  | Sportfreunde Stuttgart | 18  | 7  | 4 | 7  | 028:350 | 0,80  | 18:18  |
| 6.  | 1. SSV Ulm             | 18  | 6  | 5 | 7  | 023:220 | 1,05  | 17:19  |
| 7.  | FV Zuffenhausen        | 18  | 4  | 6 | 8  | 023:380 | 0,61  | 14:22  |
| 8.  | FV Ulm 1894 (N)        | 18  | 5  | 2 | 11 | 018:350 | 0,51  | 12:24  |
| 9.  | Sportfreunde Esslingen | 18  | 3  | 5 | 10 | 016:420 | 0,38  | 11:25  |
| 10. | VfR Schwenningen (N)   | 18  | 3  | 1 | 14 | 022:580 | 0,38  | 07:29  |

| (M) | Titelverteidiger                 |
| (N) | Aufsteiger aus der Bezirksklasse |

## Aufstiegsrunde
Qualifiziert waren die sechs Abteilungsmeister aus der Fußball-Bezirksklasse Württemberg 1937/38.

### Gruppe I
Kreuztabelle
| 1937/38             | SpVgg Cannstatt | SpVgg 08 Schramberg | TÜB |
| ------------------- | --------------- | ------------------- | --- |
| SpVgg Cannstatt     |                 | 3:1                 | 3:3 |
| SpVgg 08 Schramberg | 2:2             |                     | 3:0 |
| SV 03 Tübingen      | 0:6             | 4:1                 |     |

Abschlusstabelle
| Pl. | Verein                                             | Sp. | S | U | N | Tore    | Quote | Punkte |
| --- | -------------------------------------------------- | --- | - | - | - | ------- | ----- | ------ |
| 1.  | SpVgg Cannstatt (Sieger Abteilung Stuttgart)       | 4   | 2 | 2 | 0 | 014:600 | 2,33  | 06:20  |
| 2.  | SpVgg 08 Schramberg (Sieger Abteilung Schwarzwald) | 4   | 1 | 1 | 2 | 007:900 | 0,78  | 03:50  |
| 3.  | SV 03 Tübingen (Sieger Abteilung Hohenzollern)     | 4   | 1 | 1 | 2 | 007:130 | 0,54  | 03:50  |

### Gruppe II
Kreuztabelle
| 1937/38              | FEU | VÖH | 1. Göppinger SV |
| -------------------- | --- | --- | --------------- |
| SV Feuerbach         |     | 1:2 | 2:1             |
| FV Kickers Vöhringen | 0:1 |     | 3:2             |
| 1. Göppinger SV      | 2:4 | 2:1 |                 |

Abschlusstabelle
| Pl. | Verein                                           | Sp. | S | U | N | Tore    | Quote | Punkte |
| --- | ------------------------------------------------ | --- | - | - | - | ------- | ----- | ------ |
| 1.  | SV Feuerbach (Sieger Abteilung Unterland)        | 4   | 3 | 0 | 1 | 008:500 | 1,60  | 06:20  |
| 2.  | FV Kickers Vöhringen (Sieger Abteilung Bodensee) | 4   | 2 | 0 | 2 | 006:600 | 1,00  | 04:40  |
| 3.  | 1. Göppinger SV (Sieger Abteilung Alb)           | 4   | 1 | 0 | 3 | 007:100 | 0,70  | 02:60  |